# Friedrich Helfreich
Friedrich Christian Helfreich (* 17. September 1842 in Schweinfurt; † 12. Februar 1927 in Würzburg) war ein deutscher Mediziner, Medizinhistoriker und Ophthalmologe (Augenarzt).

## Leben
Friedrich Christian Helfreich war der Sohn von Friedrich Helfreich, der zum Zeitpunkt seiner Geburt Assessor beim Kreis- und Stadtgericht in Schweinfurt war.
Nach Versetzung seines Vaters mit Wirkung vom 4. Dezember 1843 als Rat an das Kreis- und Stadtgericht nach Aschaffenburg besuchte Helfreich später Schule und Gymnasium in Aschaffenburg, studierte in München, Würzburg, Göttingen, Wien und Berlin und wurde 1866 mit einer Arbeit über Diabetes mellitus promoviert.
1868 ließ er sich in Würzburg, wo Robert Ritter von Welz zu seinen akademischen Lehrern gehörte, als Augenarzt nieder und wurde bereits 1869 mit seiner Schrift über die Nerven der Conjunctiva und Sclera habilitiert. Ab dem Sommersemester 1970 hielt Helfreich als Würzburger Privatdozent Vorlesungen über Augenheilkunde, praktische Übungen zum Gebrauch des Ophthalmoskops und später auch Augenoperationskurse ab. Zudem betreute er auch eine augenärztlich Krankenstation in der chirurgischen Klinik des Juliusspitals.
Am Deutschen Krieg von 1866 und dem Deutsch-Französischen Krieg von 1870/71 nahm Helfreich als Truppenarzt teil.
1872 gründete Friedrich Helfreich in Würzburg eine private Augenklinik.
1886 wurde er an der Universität Würzburg Honorarprofessor und 1896 außerordentlicher Professor für Ophthalmologie mit den zusätzlichen Lehraufgaben der medizinischen Geschichte, der medizinischen Geographie und der Statistik.
Friedrich Helfreich war von 1883 bis 1896 Mitarbeiter am von Albrecht Nagel begründeten und von Julius Michel fortgesetzten Jahresbericht über die Leistungen und Fortschritte im Gebiete der Ophthalmologie.
Er war Mitglied der Physikalisch-medizinischen Gesellschaft zu Würzburg. Am 9. Juli 1906 wurde Friedrich Helfreich  unter der Präsidentschaft des Mathematikers Albert Wangerin in der Fachsektion Wissenschaftliche Medizin unter der Matrikel-Nr. 3224 als Mitglied in die Kaiserliche Leopoldinisch-Carolinische Deutsche Akademie der Naturforscher Leopoldina aufgenommen.
1908 wurde zum königlich-bayerischen Hofrat ernannt.
Im Jahr 1919 wurde Helfreich emeritiert. Im selben verfasste Elisabeth Medicus als Doktorandin Helfreichs eine Dissertation über Johann Georg Heine, dessen orthopädische Sammlung im Juliusspital zu inventarisieren Helfreich 1912 abgelehnt hatte.
Seine Nachfolge an der Universität Würzburg übernahm 1922 der Medizinhistoriker Georg Sticker.

## Schriften
- Experimentelle Untersuchung über die Pathogenese des Diabetes mellitus. Würzburg 1866
- Über die Nerven der Conjunctiva und Sclera. Stuber, Würzburg 1869 Digitalisat
- Über Arterienpuls der Netzhaut. Festschrift zur 3. Säkularfeier der Alma Julia-Maximiliana, Band II, Vogel, Leipzig 1882 Digitalisat
- Ueber einen Fall von Melanosarcom des Augenlides. In: Sitzungsber. d. phys.-med. Ges. z. Würzburg, 1891, S. 100–102 Digitalisat
- Ueber mittelalterliche deutsche Arzneibücher, speciell das des Meister Ortolf von Bayrlandt, ain Artz in Wirtzpurgk In: Sitzungsberichte der physikalisch-medizinischen Gesellschaft zu Würzburg. 1899 (1900), S. 5–15 Digitalisat.
- Geschichte der Chirurgie. In: Handbuch der Geschichte der Medizin, begründet von Theodor Puschmann, hrsg. von Max Neuburger und Julius Pagel, Teil III, Gustav Fischer, Jena 1905, S. 1–306 und S. XI–XXXII (Literaturübersicht zur Geschichte der Chirurgie) Digitalisat.
- Geschichte der Augenheilkunde an der Universität Würzburg. In: Verhandlungen der Physikalisch-Medizinischen Gesellschaft zu Würzburg. Neue Folge, Band 41, 1912, S. 171–190.